# ژان دو لا تای
ژان دو لا تای (به فرانسوی: Jean de La Taille) نمایش‌نامه نویس قرن شانزدهم میلادی اهل فرانسه است.